# Petasites albus
Il  farfaraccio bianco (nome scientifico Petasites albus (L.) Gaertn., 1791) è una specie di pianta angiosperma dicotiledone della famiglia delle Asteraceae (sottofamiglia Asteroideae).

## Etimologia
Il nome generico (Petasites) deriva da petàsos, un cappello a grandi falde usato dai viaggiatori del passato, e si riferisce alle grandi foglie di queste piante.. L'epiteto specifico (albus) fa riferimento alla colorazione dei fiori.
Il binomio scientifico attualmente accettato (Petasites albus) è stato proposto da Carl von Linné (Rashult, 23 maggio 1707 –Uppsala, 10 gennaio 1778), biologo e scrittore svedese, e perfezionato da Joseph Gaertner (Calw, 12 marzo 1732 – Tubinga, 14 luglio 1791), botanico tedesco, nella pubblicazione "De Fructibus et Seminibus Plantarum: accedunt seminum centuriae quinque priores cum tabulis Aeneis LXXIX. Stutgardiae, Tubingae" (Fruct. Sem. Pl. 2(3): 406, t. 166 ) del 1791.

## Descrizione

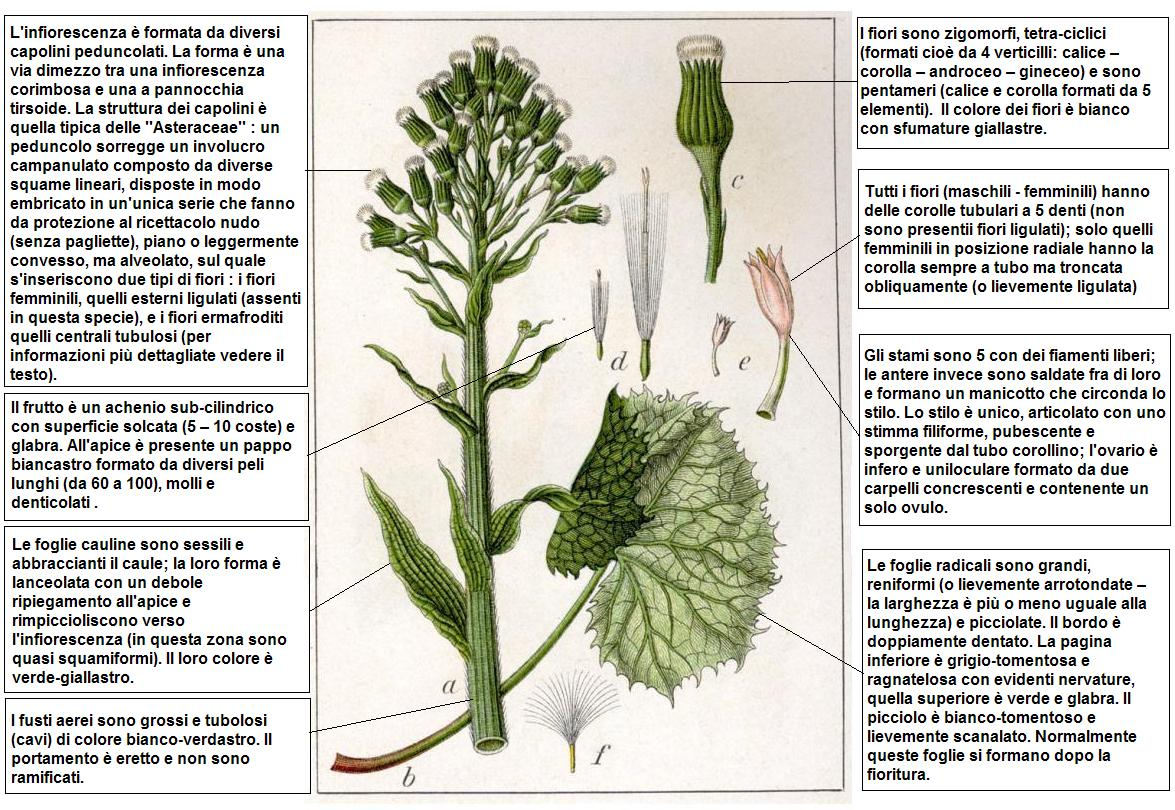
Descrizione delle parti della pianta

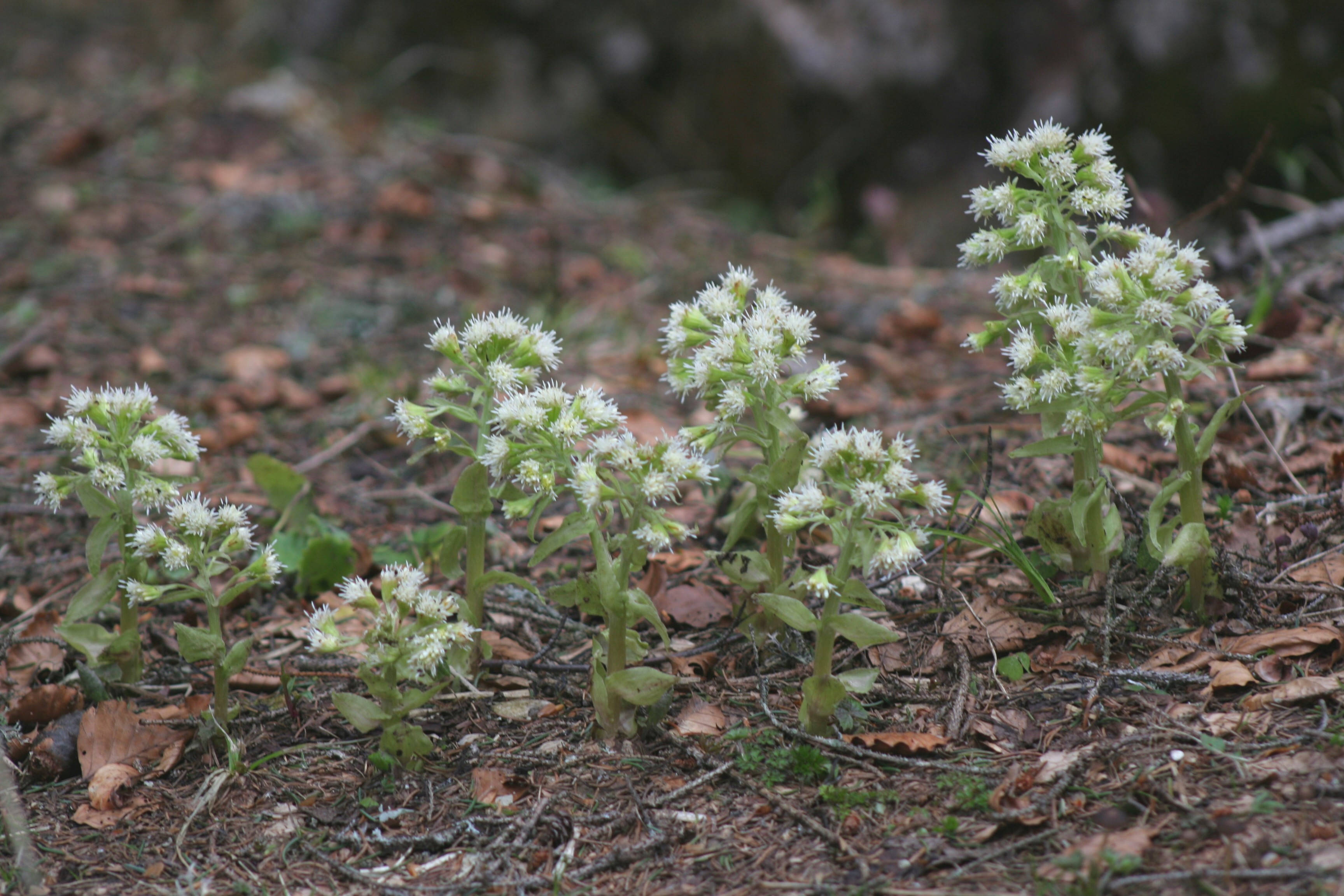
Il portamento

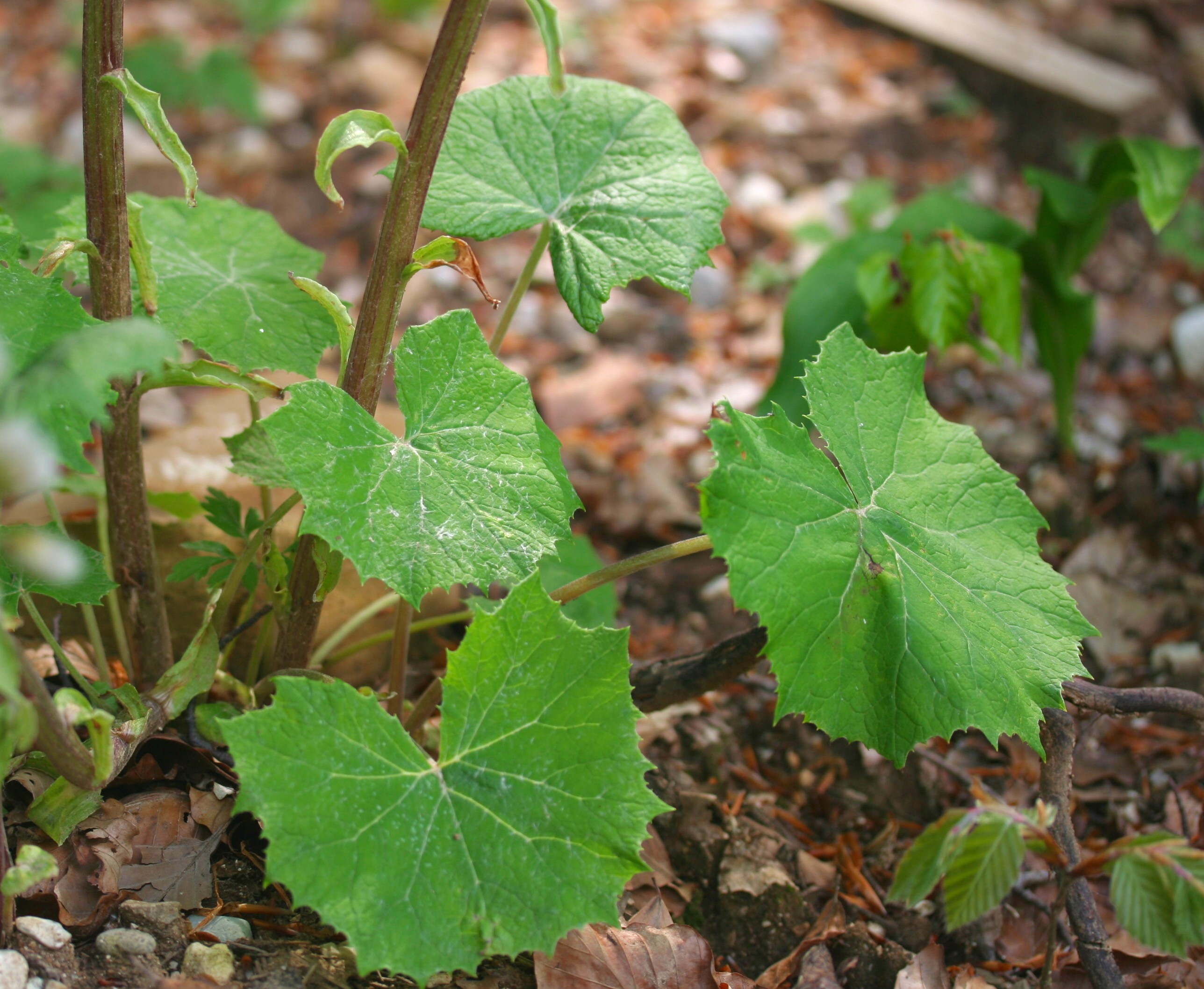
Le foglie

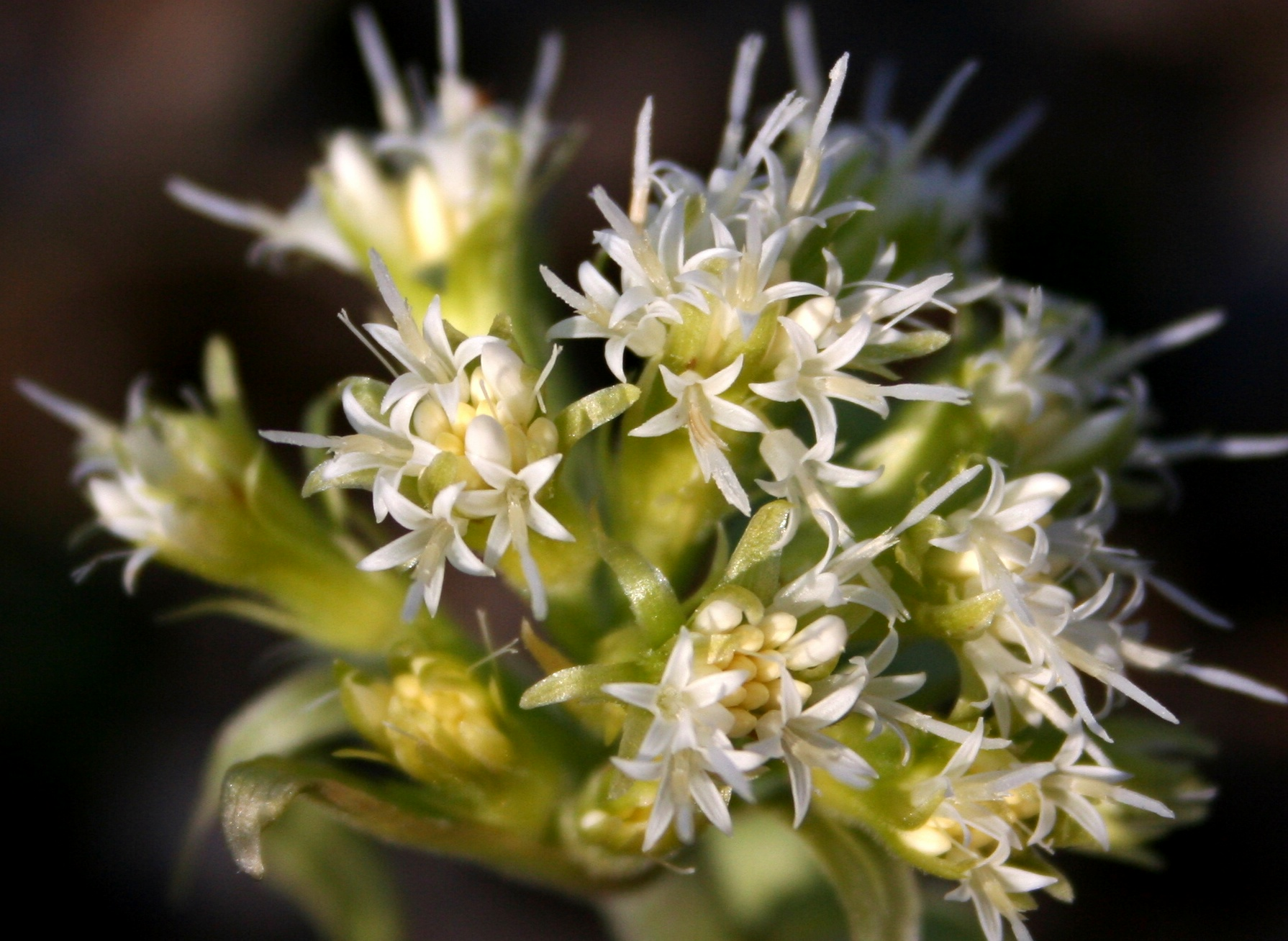
Infiorescenza

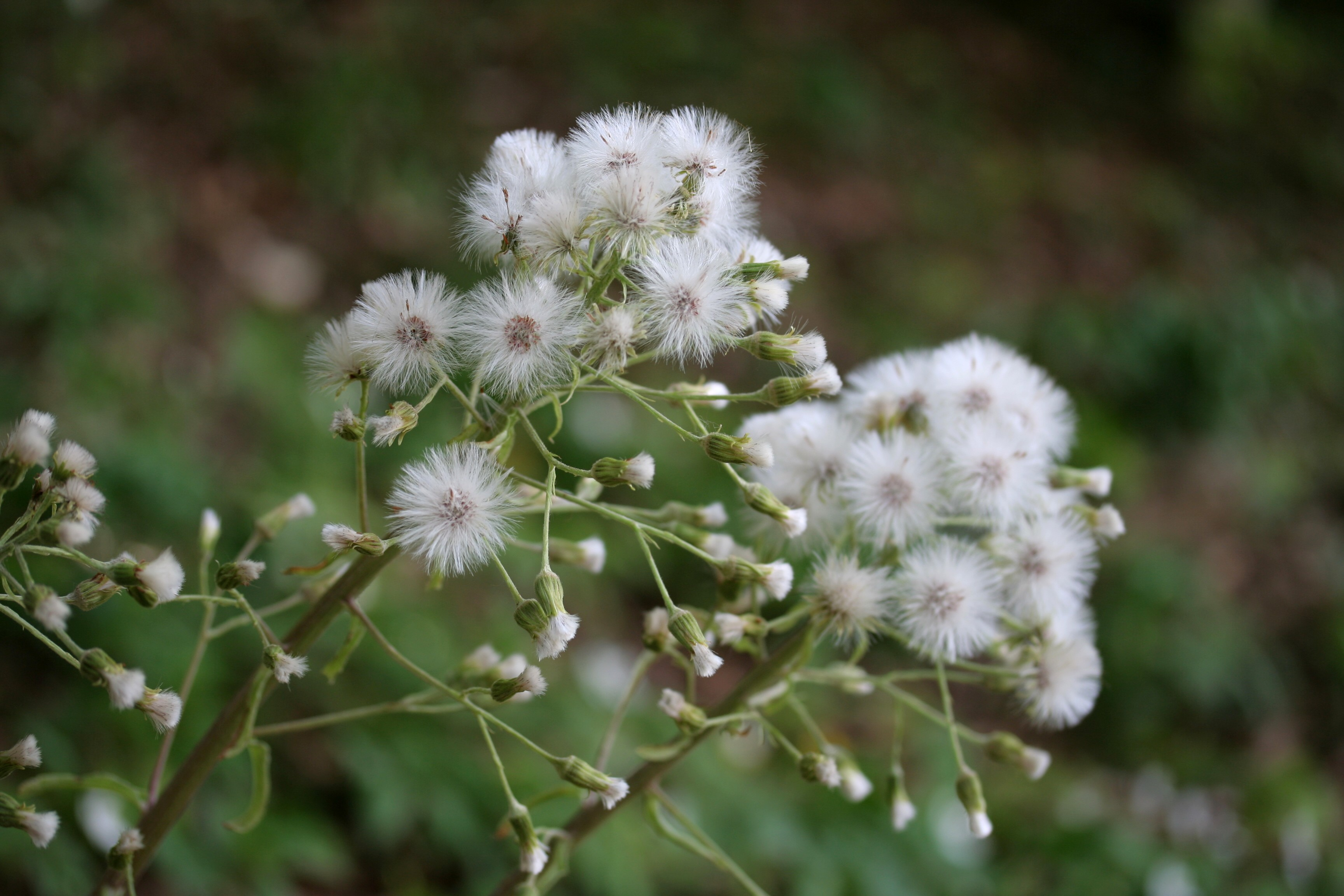
I frutti con pappo

Habitus. Sono piante perenni che possono raggiungere anche i 80 cm di altezza durante la fruttificazione (dimensioni normali 20 – 40 cm); in altre zone sono state censite piante alte fino a 120 cm. Presentano un forte dimorfismo tra le foglie cauline e quelle radicali. La forma biologica della specie è geofita rizomatosa (G rhiz); ossia sono piante perenni erbacee che portano le gemme in posizione sotterranea. Durante la stagione avversa non presentano organi aerei e le gemme si trovano in organi sotterranei chiamati rizomi, un fusto sotterraneo dal quale, ogni anno, si dipartono radici e fusti aerei (riproduzione vegetativa); altrimenti queste piante si possono riprodurre anche a mezzo seme.
Radici. Le radici in genere sono secondarie da rizoma.
Fusto.
- Parte ipogea: la parte sotterranea consiste in un rizoma sottile (diametro 1 cm), biancastro e strisciante. Diametro del rizoma 1 cm.
- Parte epigea: i fusti aerei sono grossi e tubolosi (cavi) di colore bianco-verdastro. Il portamento è eretto e non sono ramificati.

Foglie. Le foglie sono di due tipi: basali e caulinari e sono picciolate. 
- Foglie basali: le foglie radicali sono grandi, reniformi (o lievemente arrotondate – la larghezza è più o meno uguale alla lunghezza) e picciolate. Il bordo è doppiamente dentato. La pagina inferiore è grigio-tomentosa e ragnatelosa con evidenti nervature, quella superiore è verde e glabra. Il picciolo è bianco-tomentoso (ma poi un po' alla volta diventa glabro); inoltre è lievemente scanalato. Normalmente queste foglie si formano dopo la fioritura. Lunghezza del picciolo 10 – 20 cm. Diametro delle foglie: 10 – 20 cm (massimo 45 cm).
- Foglie cauline: quelle cauline sono sessili e abbraccianti il caule; la loro forma è lanceolata con un debole ripiegamento all'apice e rimpiccioliscono verso l'infiorescenza (in questa zona sono quasi squamiformi). Il loro colore è verde-giallastro.

Infiorescenza. Le sinflorescenze sono formate da 40 - 45 capolini peduncolati. La forma è una via dimezzo tra una infiorescenza corimbosa e una a pannocchia. Le infiorescenze sono comunque tutte terminali. La struttura dei capolini è quella tipica delle Asteraceae: un peduncolo sorregge un involucro campanulato (o sub-cilindrico) composto da diverse (da 12 a 15) brattee lineari e non tutte uguali, disposte in modo embricato in un'unica serie (a volte anche in 2 - 3 serie) che fanno da protezione al ricettacolo nudo (senza pagliette), piano o leggermente convesso, ma alveolato, sul quale s'inseriscono due tipi di fiori: i fiori femminili, quelli esterni ligulati (assenti in questa specie), e i fiori ermafroditi quelli centrali tubulosi. Gli involucri hanno un colore verde-giallognolo. Le brattee sulla superficie hanno da 1 a 5 nervi, mentre il bordo è scarioso (l'apice non è nero come in altre specie). Dimensione dei capolini (sia maschili che femminili) : larghezza 6 – 12 mm; lunghezza 25 mm.

Queste piante sono fondamentalmente dioiche in quanto le infiorescenze (rispetto alla composizione dei capolini) possono essere di due tipi: 
- Androdiname - piante maschili: alla periferia i fiori femminili sono pochi (da 1 a 20) in un'unica serie; mentre nella zona centrale del disco i fiori ermafroditi sono pochissimi in quanto quasi sempre lo stilo è sterile e quindi in maggioranza i fiori risultano maschili (da 10 a 80); in queste piante inoltre il racemo si presenta più ovale e i fiori appassiscono subito dopo la fioritura;
- Ginodiname – piante femminili: alla periferia non sono presenti i fiori femminili, mentre nella zona centrale del disco la maggioranza è composta da fiori femminili (da 25 a 45) e pochissimi fiori ermafroditi (o maschili: da 1 a 12); in questo caso l'infiorescenza assomiglia di più ad una pannocchia allargata e l'infiorescenza è più persistente (questo per dare il tempo agli ovari di trasformarsi in frutti).

Fiori.  I fiori sono tetra-ciclici (formati cioè da 4 verticilli: calice – corolla – androceo – gineceo) e pentameri (calice e corolla formati da 5 elementi).
- Formula fiorale:

*/x K {\displaystyle \infty }, [C (5), A (5)], G 2 (infero), achenio
- Calice: i sepali del calice sono ridotti ad una coroncina di squame.
- Corolla: tutti i fiori (maschili - femminili) hanno delle corolle tubulari a 5 denti (non sono presenti i fiori ligulati); solo quelli femminili in posizione radiale hanno la corolla sempre a tubo ma troncata obliquamente (o lievemente ligulata). Dimensione dei fiori tubulosi: maschili 5 – 10 mm; femminili 3 – 8 mm.
- Androceo: gli stami sono 5 con dei filamenti liberi. La parte basale del collare dei filamenti può essere dilatata. Le antere invece sono saldate fra di loro e formano un manicotto che circonda lo stilo. Le antere sono senza coda ("ecaudate") e alla base sono ottuse. La struttura delle antere è di tipo tetrasporangiato, raramente sono bisporangiate. Il tessuto endoteciale è radiale o polarizzato. Il polline è tricolporato (tipo "helianthoid").[16]
- Gineceo: lo stilo è unico, articolato con uno stimma filiforme o ovale e sporgente dal tubo corollino. Le superfici stigmatiche sono continue.  L'ovario è infero uniloculare formato da 2 carpelli.
- Antesi: da marzo a maggio.

Frutti. I frutti sono degli acheni con pappo. La forma degli acheni è sub-cilindrica; la superficie è percorsa da 5 - 10 coste longitudinali e può essere glabra. Non sempre il carpoforo è distinguibile. All'apice è presente un pappo bianco candido formato da diversi peli lunghi (da 60 a 100), molli e denticolati. Dimensione degli acheni 2 –3 mm.

## Biologia
Impollinazione: l'impollinazione avviene tramite insetti (impollinazione entomogama tramite farfalle diurne e notturne).

Riproduzione: la fecondazione avviene fondamentalmente tramite l'impollinazione dei fiori (vedi sopra).

Dispersione: i semi (gli acheni) cadendo a terra sono successivamente dispersi soprattutto da insetti tipo formiche (disseminazione mirmecoria). In questo tipo di piante avviene anche un altro tipo di dispersione: zoocoria. Infatti gli uncini delle brattee dell'involucro (se presenti) si agganciano ai peli degli animali di passaggio disperdendo così anche su lunghe distanze i semi della pianta. Inoltre per merito del pappo il vento può trasportare i semi anche a distanza di alcuni chilometri (disseminazione anemocora).

## Distribuzione e habitat

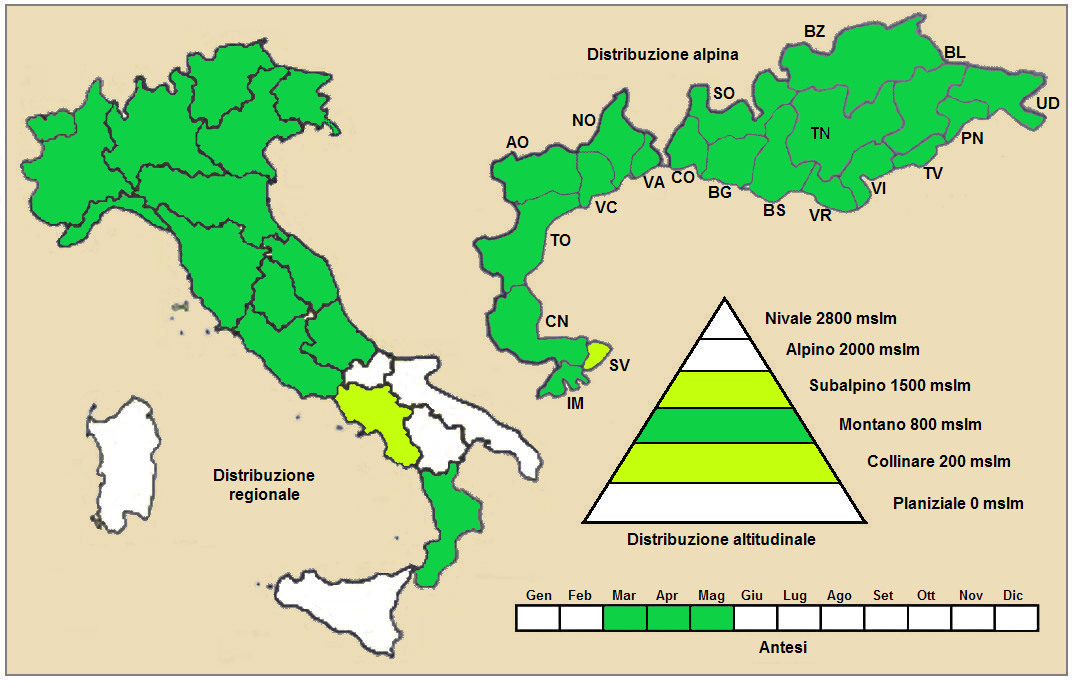
Distribuzione della pianta (Distribuzione regionale – Distribuzione alpina)

Geoelemento: il tipo corologico (area di origine) è Orofita Centro-Europeo ma anche Ovest Asiatico.
Distribuzione: in Italia la presenza è un po' discontinua; al nord sulle Alpi è abbastanza comune, al centro e al sud sugli Appennini è considerata rara. Sui rilievi europei si trova nelle seguenti zone: Massiccio Centrale, Massiccio del Giura, Vosgi, Foresta Nera, Carpazi e Monti Balcani. Si trova anche in Scandinavia, Anatolia e Transcaucasia.
Habitat:  l'habitat tipico per queste piante sono le vellecole umide e fresche, le radure nella zona delle faggete (o latifoglie in genere) o in prossimità di rigagnoli e fossati; ma anche le schiarite boschive, i ghiaioni e i megaforbieti montani popolati da felci. Il substrato preferito è sia calcareo che siliceo con pH neutro, alti valori nutrizionali del terreno che deve essere un po' umido (pianta nitrofila).
Distribuzione altitudinale: sui rilievi queste piante si possono trovare da 500 fino a 2.000 m s.l.m.; frequentano quindi in prevalenza il seguente piano vegetazionale: montano.

## Fitosociologia

### Areale alpino
Dal punto di vista fitosociologico alpino la specie di questa scheda appartiene alla seguente comunità vegetale:
Formazione: delle comunità delle macro- e megaforbie terrestri
Classe: Mulgedio-Aconitetea
Ordine: Calamagrostietalia villosae
Alleanza: Arunco-Petasition

### Areale italiano
Per l'areale completo italiano Petasites albus appartiene alla seguente comunità vegetale:
Macrotipologia: vegetazione erbacea sinantropica, ruderale e megaforbieti.
Classe: Galio aparines-Urticetea dioicae Passarge ex Kopecký, 1969
Ordine: Galio aparines-Alliarietalia petiolatae Oberdorfer ex Görs & Müller, 1969
Alleanza: Petasition officinalis Sill., 1933 em. Kopecky, 1969
Descrizione. L'alleanza Petasition officinalis è relativa alle comunità con prevalenza di specie perenni in orli forestali mesofili o meso-igrofili che si sviluppano in habitat ricchi di nutrienti dei climi temperati ed umido del mediterraneo. La comunità è povera di specie perenni a foglia larga. Distribuzione: l'alleanza è ampiamente distribuita sia in Europa che in Italia.
Specie presenti nell'associazione: Cirsium erisithales, Elymus caninus, Orobanche flava, Petasites hybridus, Petasites kablikianus, Valeriana sambucifolia, Telekia speciosa, Aconitum napellus, Aconitum variegatum, Aruncus dioicus, Athyrium filix-foemina, Cardamine amara, Carduus personata, Chrysosplenium alternifolium, Conocephalum conicum, Crepis paludosa, Knautia maxima, Lamiastrum montanum, Milium effusum, Oxalis acetosella, Pellia epiphylla, Petasites albus, Primula elatior, Ranunculus lanuginosus, Saxifraga rotundifolia, Senecio ovatus, Stellaria nemorum, Veronica urticifolia, Vicia sylvatica, Chaerophyllum hirsutum, Festuca gigantea, Geranium phaeum, Impatiens noli-tangere e Stachys sylvatica.
Altre alleanze per questa specie sono:
- Caricion remotae
- Arunco dioici-Petasition albi
- Abieti-Piceenion
- Cratoneurion commutati
- Alnenion glutinoso incanae

## Tassonomia
La famiglia di appartenenza di questa voce (Asteraceae o Compositae, nomen conservandum) probabilmente originaria del Sud America, è la più numerosa del mondo vegetale, comprende oltre 23.000 specie distribuite su 1.535 generi, oppure 22.750 specie e 1.530 generi secondo altre fonti (una delle checklist più aggiornata elenca fino a 1.679 generi). La famiglia attualmente (2021) è divisa in 16 sottofamiglie; la sottofamiglia Asteroideae è una di queste e rappresenta l'evoluzione più recente di tutta la famiglia.

### Filogenesi
Il genere di questa voce appartiene alla sottotribù Tussilagininae della tribù Senecioneae (una delle 21 tribù della sottofamiglia Asteroideae). La sottotribù descritta in tempi moderni da Bremer (1994), dopo le analisi di tipo filogenetico sul DNA del plastidio (Pelser et al., 2007) è risultata parafiletica con le sottotribù Othonninae e Brachyglottidinae annidiate al suo interno. Attualmente con questa nuova circoscrizione la sottotribù Tussilagininae s.s. risulta suddivisa in quattro subcladi.
Il genere di questa voce appartiene a un subclade abbastanza ben supportato comprendente i generi Endocellion, Homogyne, Petasites e Tussilago. Questi generi prediligono climi temperato/boreali in areali prevalentemente settentrionali e con una distribuzione eurasiatica con un unico rappresentante nel Nord America, vale a dire il polimorfo Petasites frigidus.
All'interno del genere le specie di questa voce fanno parte della sezione delle EUPETASITES. sezione caratterizzata dall'avere infiorescenze con numerosi capolini spesso organizzati in un racemo allungato (a fine fioritura); con le corolle dei fiori radiali troncate (o lievemente ligulate); con foglie-brattee caulinari sempre lanceolate-acuminate indipendentemente dalla posizione che possono avere lungo il fusto (basale o apicale).
La specie  Petasites albus è individuata dai seguenti caratteri:
- la lamina delle foglie è reniforme con doppia dentature;
- la parte inferiore delle foglie è grigio-tomentosa;
- il colore delle brattee varia da verde pallido a giallastro;
- i fiori periferici (tubulosi e femminili) sono da 25 a 45 con corolla bianco-giallastra e stigmi lunghi 1,5 - 3 mm.

Il numero cromosomico della specie è 2n = 60.

### Sinonimi
Sono elencati alcuni sinonimi per questa entità:
- Tussilago alba L., 1753
- Petasites albus var. ramosus  (Hoppe) P.Fourn., 1939
- Petasites glabrescens  Hoppe ex DC., 1836
- Petasites petasites  H.Karst., 1883
- Petasites ramosus  Baumg., 1817
- Petasites vulgaris subsp. albus  Bonnier & Layens, 1894
- Tussilago alba var. hermaphrodita  Gaudin, 1829
- Tussilago alba var. ramosa  Gaudin, 1829
- Tussilago glabrescens  Steud., 1821
- Tussilago lutea  J.F.Gmel., 1792
- Tussilago ramosa  (Baumg.) Hoppe, 1827

### Specie simili
Le uniche quattro specie (relative al territorio italiano) del genere Petasites possono essere confuse tra di loro, specialmente a fioritura finita quando le piante presentano solamente le foglie radicali. Si distinguono per i seguenti caratteri:
- Petasites albus (L) Gaertn. - Farfaraccio bianco: il fusto è verde mentre i fiori sono decisamente bianchi; le foglie sono reniformi;
- Petasites hybridus (L.) Gaertn. - Farfaraccio maggiore: il fusto è rossiccio-bruno; i fiori sono roseo-chiaro: le foglie sono cuoriformi con una evidente insenatura all'inserimento del picciolo; è la specie più alta;
- Petasites paradoxus (Retz.) Baumg. - Farfaraccio niveo: il fusto e i fiori sono come il “Farfaraccio maggiore”, ma l'infiorescenza è più lassa e le foglie hanno una forma più triangolare;
- Petasites fragrans (Vill.) Presl. - Farfaraccio vaniglione: il fusto e i fiori sono come il “Farfaraccio maggiore”, ma l'infiorescenza è più contratta e le foglie sono rotondeggianti.

Inoltre il "farfaraccio bianco" può essere confuso con la specie di un altro genere Adenostyles alliariae (Gounan) Kerner – Cavolaccio alpino, in quanto entrambe le specie convivono negli stessi ambienti, questo però se si tratta di individui ridotti alle sole foglie. Si possono distinguere comunque in quanto la lamina dell'Adenostyles è più triangolare e le nervature sono disposte in modo alterno (mentre quelle delle foglie del “farfaraccio” sono opposte e più simmetriche).

## Usi

### Farmacia
- Sostanze presenti: oltre ai componenti tipici per queste piante (olii essenziali, glucoside, mucillagini, tannini, e sali minerali vari), il "Farfaraccio bianco" contiene alcaloidi pirrolizidinici che possono essere tossici per il fegato. Queste sostanze si trovano più facilmente nei rizomi delle piante.
- Proprietà curative: nella medicina popolare queste piante vengono usate per le loro proprietà vulnerarie (guarisce le ferite), sedative (calma stati nervosi o dolorosi in eccesso), bechiche (azione calmante della tosse) ed emmenagoghe (regola il flusso mestruale). Le foglie hanno la proprietà di calmare la tosse, mentre invece appena raccolte vengono applicate sulle ulcere per ottenere una rapida cicatrizzazione[24].
- Parti usate: rizomi e foglie.

### Cucina
In certe zone i piccioli delle foglie, se carnosi e teneri, sono cotti e utilizzati similmente ai carciofi.

## Galleria d'immagini

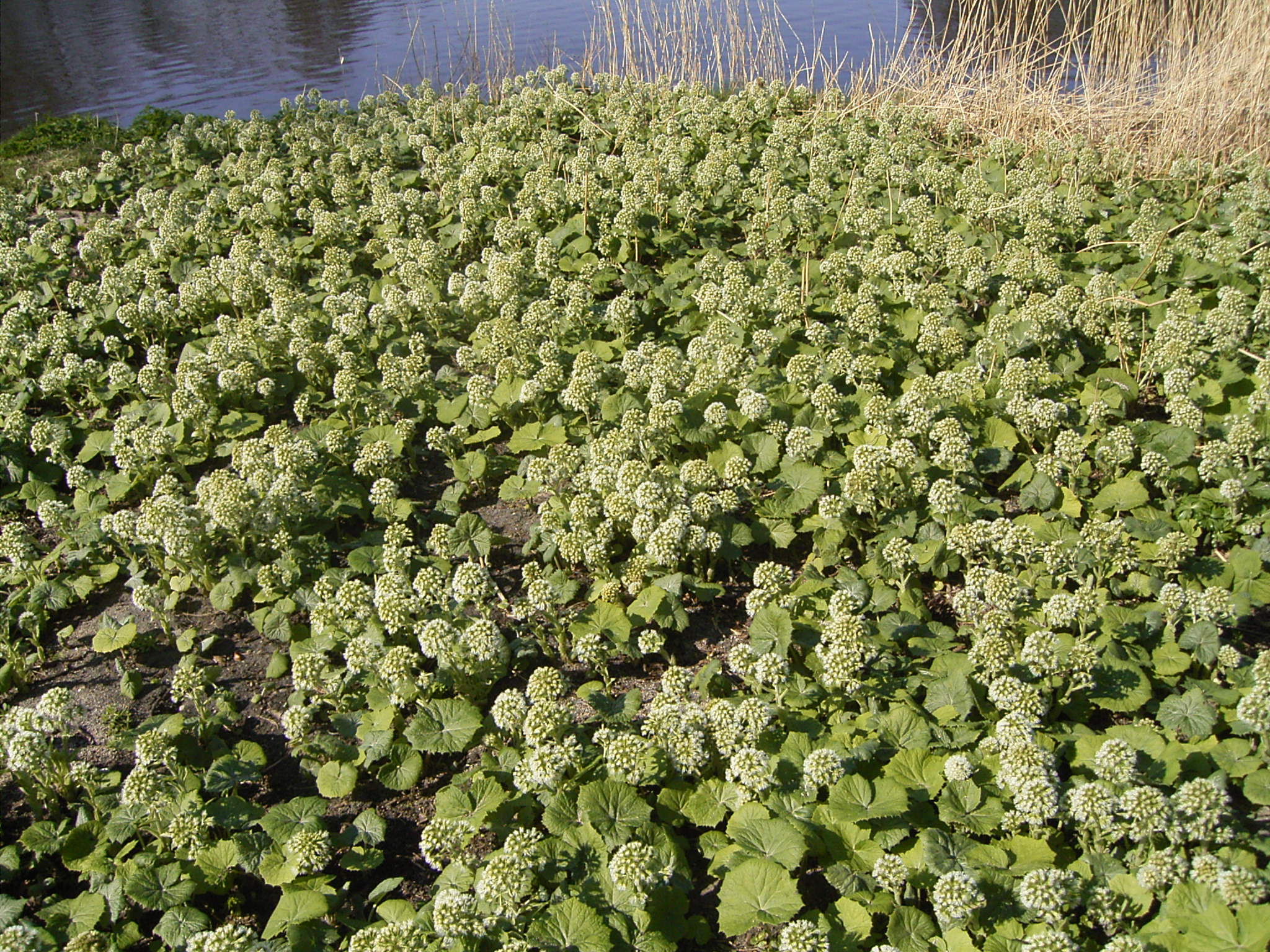
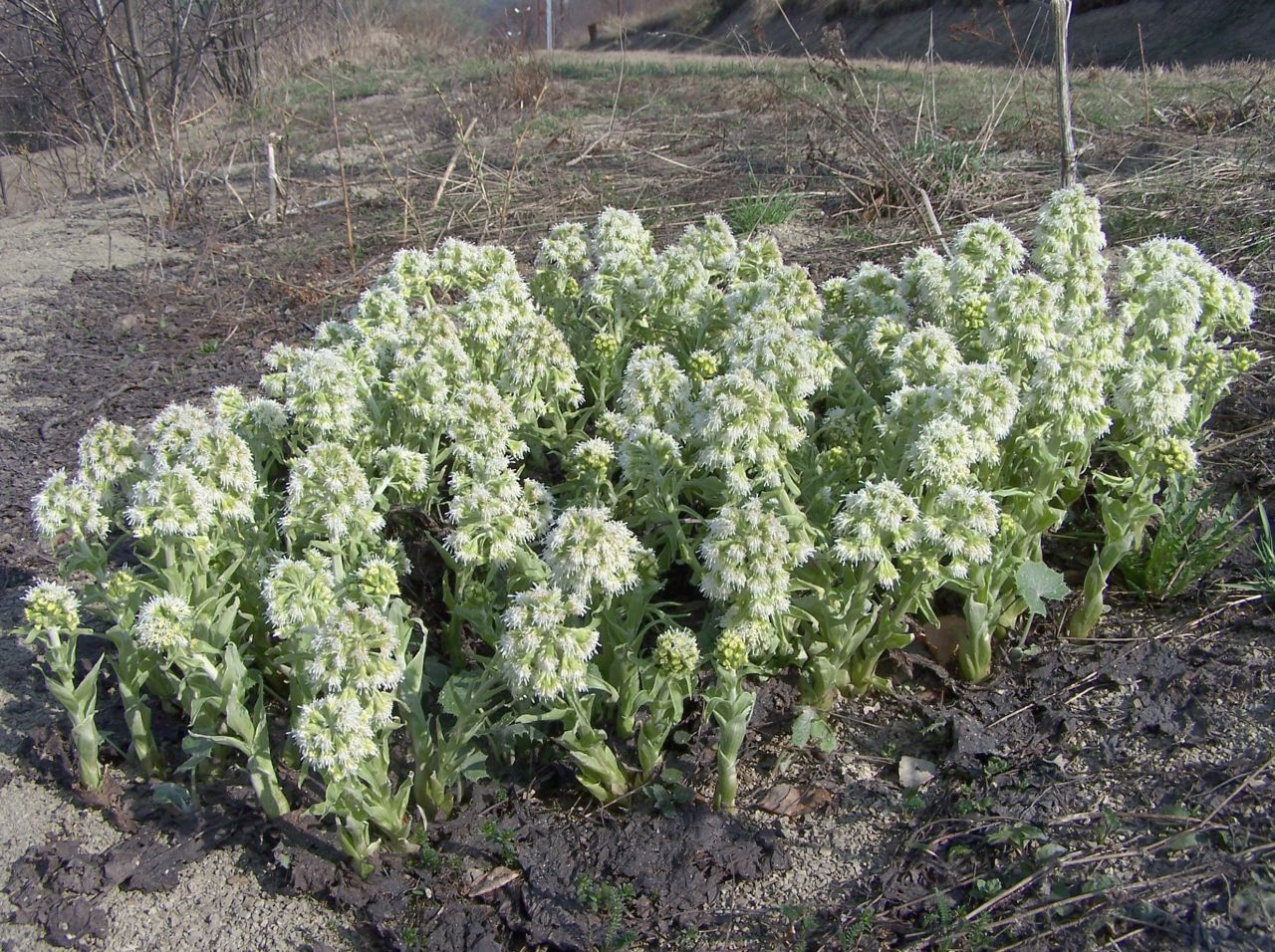
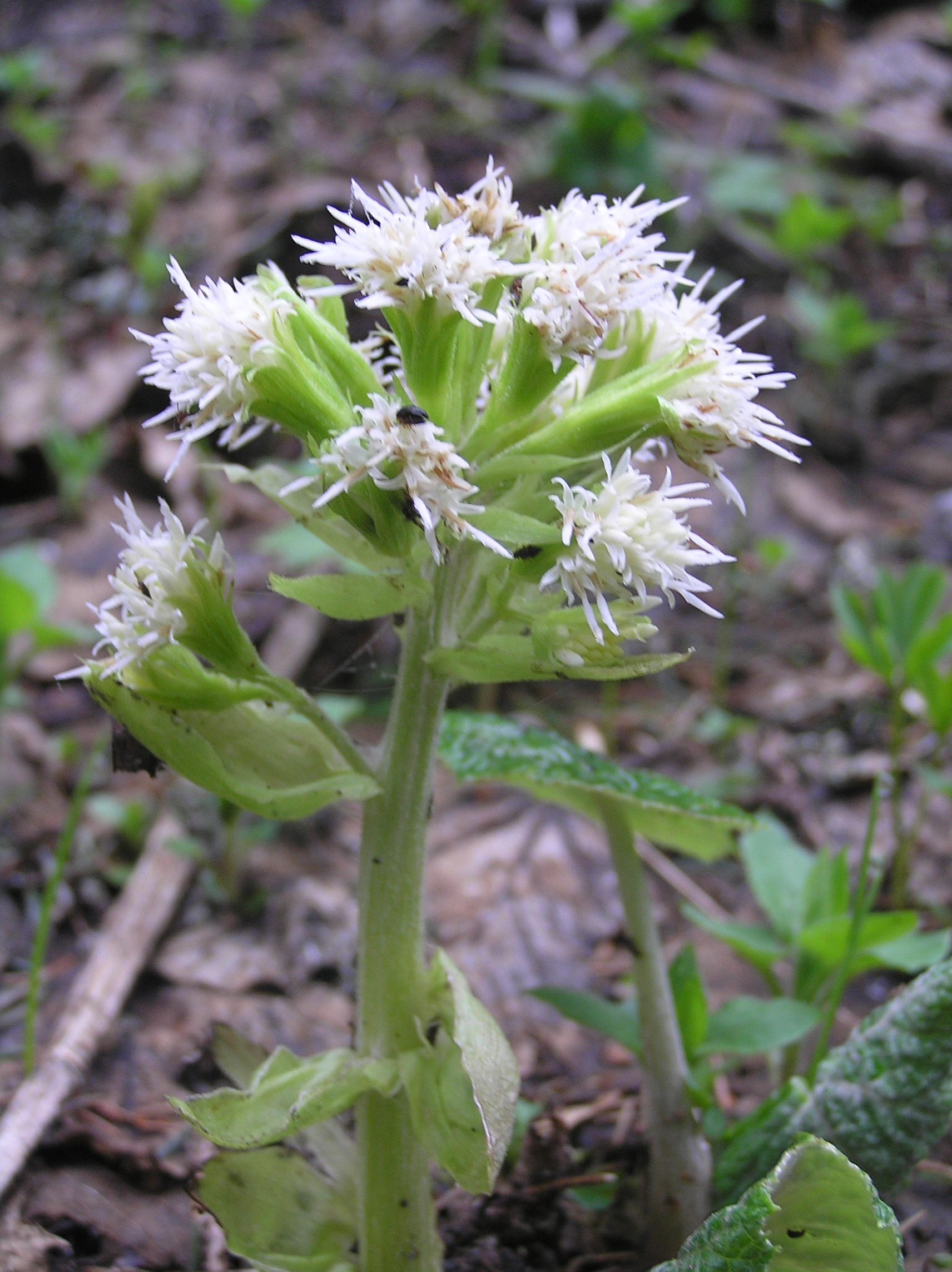
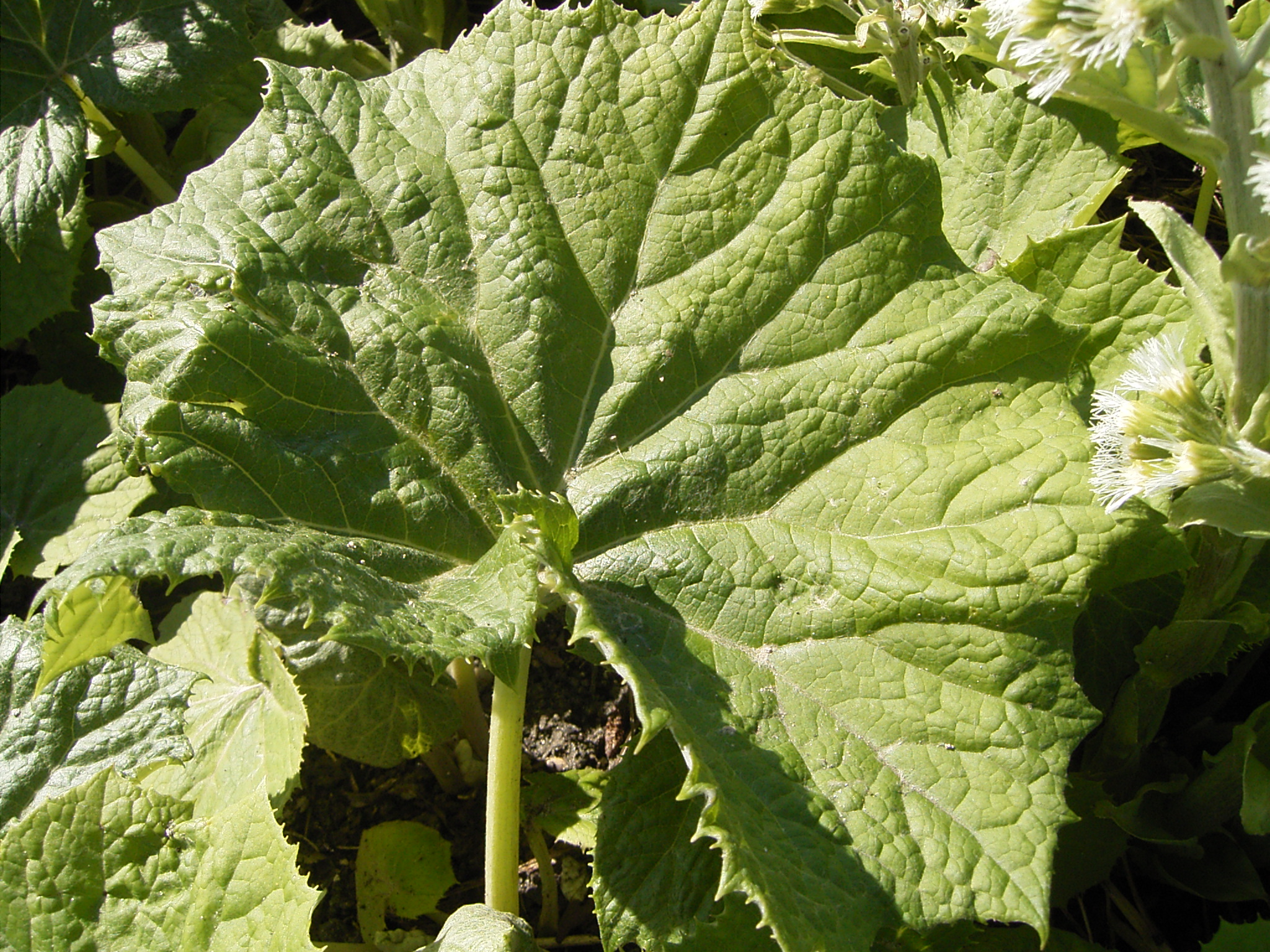